# 神戸フィルムオフィス
神戸フィルムオフィス（こうべフィルムオフィス、KOBE FILM OFFICE）は、兵庫県神戸市を拠点に活動するフィルム・コミッションである。映画などの映像プロジェクトの神戸への誘致活動や、ロケーション撮影への協力を行う。
映像プロジェクトを神戸に誘致することによる経済効果や観光集客効果などを期待して、2000年9月13日に開設する。財団法人神戸国際観光コンベンション協会に事務局を置き、神戸市や兵庫県警などの協力を得ながら活動する。
AFCI（国際フィルムコミッショナーズ協会）の日本第1号の正式会員。

## ロケ実績
カッコ内は、ロケ実施年。その後ろは、ロケ地。詳細はこれまでの支援活動を参照。
映画
- 『交渉人 真下正義』（2004年） - 神戸市営地下鉄 上沢駅、御崎公園駅、三宮駅、御崎車両基地
- 『新宿インシデント』（2008年） - 生田東門商店街、南京町
- 『アウトレイジ』（2010年） - 旧居留地、生田東門商店街、ポートアイランド、なぎさ公園